# Bonifaciu Florescu
Bonifaciu Florescu (1848-1999) fue un escritor, publicista y profesor rumano.

## Biografía
Habría sido hijo de Nicolae Bălcescu. Nacido en la ciudad húngara de Pest en 1848, estudió en el liceo Louis-le-Grand de París. Licenciado en letras en Rennes, fue profesor de lengua francesa en el liceo Sfintu Sava de Bucarest desde 1843, con pausas en los periodos 1874-1876 y 1882-1883. Falleció en 1899.
Escribió y publicó en diversas revistas literarias, Dacia sub jugul Goţilor, Istoria in cântece populare, Poetul Grigore Alexandrescu y Etiam contra omnes. Fundó las publicaciones periódicas Portofoliul român (1880-1881), Biblioteca omului de gust y Dacia viitoare, de corta vida. Entre sus publicaciones más importantes se encontraron Curs metodic de limba franceză, Versification française, Histoire de la litterature française (2 vol.), Poésie lyrique française, Istoria in tablouri, Ritmuri si rime, Buffon, discours sure le style y Studii literare.